# Kvaszta Lajos
Kvaszta Lajos (Sajószentpéter, 1959. május 25. –) válogatott labdarúgó, csatár.

## Pályafutása

### A válogatottban
1986-ban egy alkalommal szerepelt a válogatottban. Kétszeres olimpiai válogatott (1986–87, 1 gól), kétszeres egyéb válogatott (1986–87).

## Sikerei, díjai
- Magyar bajnokság
  - 2.: 1981–82, 1982–83
- Magyar kupa (MNK)
  - döntős: 1986

## Statisztika

### Mérkőzései a válogatottban
| Magyarország | Magyarország        | Magyarország           | Magyarország | Magyarország | Magyarország | Magyarország | Magyarország | Magyarország |
| #            | Dátum               | Helyszín               | Hazai        | Eredmény     | Vendég       | Kiírás       | Gólok        | Esemény      |
| ------------ | ------------------- | ---------------------- | ------------ | ------------ | ------------ | ------------ | ------------ | ------------ |
| 1.           | 1986. szeptember 9. | Oslo, Ullevaal Stadion | Norvégia     | 0 – 0        | Magyarország | barátságos   | -            | 88'          |
|              | Összesen            |                        |              | 1            | mérkőzés     |              | 0            | gól          |